# Венто, Калле Эвертович
Калле Венто (1897-1937) — финский советский писатель, журналист.

## Биография
Родился в 1897 году в деревне Питкяярви прихода Сумеро в Финляндии. 
После переезда в СССР публиковал рассказы, статьи, рецензии в финноязычных журналах и газетах Ленинграда и Петрозаводска. В декабре 1930 г. он был избран членом правления Ленинградской ассоциации пролетарских писателей Финляндии, обучался в Коммунистическом университете национальных меньшинств Запада имени Ю. Мархлевского.
С августа 1934 г. был назначен ответственным секретарем, а затем редактором газеты «Punainen Karjala» в Петрозаводске. 
В 1935-1936 гг. – исполнял обязанности главного редактора журнала «Rintama». 
Перед арестом трудился чернорабочим Карелстроя. 
26 октября 1937 г. арестован и приговорен к смерти через расстрел за «контрреволюционную националистическую деятельность». 
28 декабря 1937 г. приговор приведен в исполнение. В 1956 г. Калле Венто посмертно реабилитирован.